# Przytulia biała
Przytulia biała (Galium album Mill.) – gatunek rośliny wieloletniej należący do rodziny marzanowatych. Występuje w całej Europie, w zachodniej Azji i północnej Afryce, a jako gatunek zawleczony także w Ameryce Północnej. W Polsce jest to roślina pospolita, często jednak nie odróżniana od przytulii pospolitej.

## Morfologia
PokrójRoślina zielna o szyi korzeniowej i kłączu tęgim, drewniejącym, z cienkimi, krótkimi lub długimi, podziemnymi rozłogami. Łodyga wzniesiona, podnosząca się lub płożąca, o długości od 50 do 150 cm, jest naga lub owłosiona (włoski od 0,5 do 1,5 mm długości). Odgałęzienia boczne są wzniesione lub odgięte, międzywęźla długie.
LiścieUlistnienie okółkowe, liście eliptyczne do lancetowatych o długości od 10 do 40 mm i szerokości od 1 do 7 mm, cienkie do skórzastych (często z niezbyt wyraźną żyłką centralną).
KwiatyZebrane w dość gęste, podługowate kwiatostany. Kwiaty o średnicy zwykle większej od szypułki, na której wyrastają (osiągają 3–5 mm średnicy, a szypułka od 1,2 do 3 mm). Korona zrosłopłatkowa biała do żółtawej. Płatki korony wyciągnięte na szczycie w kończyk.
OwocRozłupnia rozpadająca się na dwie rozłupki.
Gatunki podobneGatunek często jest nieodróżniany od przytulii pospolitej (w Polsce prawdopodobnie rzadkiej i być może tylko zawlekanej). Różni się ona mniejszymi kwiatami (do 3 mm średnicy) wyrastającymi na dłuższych szypułkach (3–4 mm). Kwiatostan, zwłaszcza w czasie owocowania, zwykle ma bardziej rozpierzchły (owoce dojrzewają na szypułkach silnie odginających się). Liście ma zawsze cienkie z zawsze wyraźnie widoczną wiązką centralną i zwykle krótsze (do 25 mm długości).

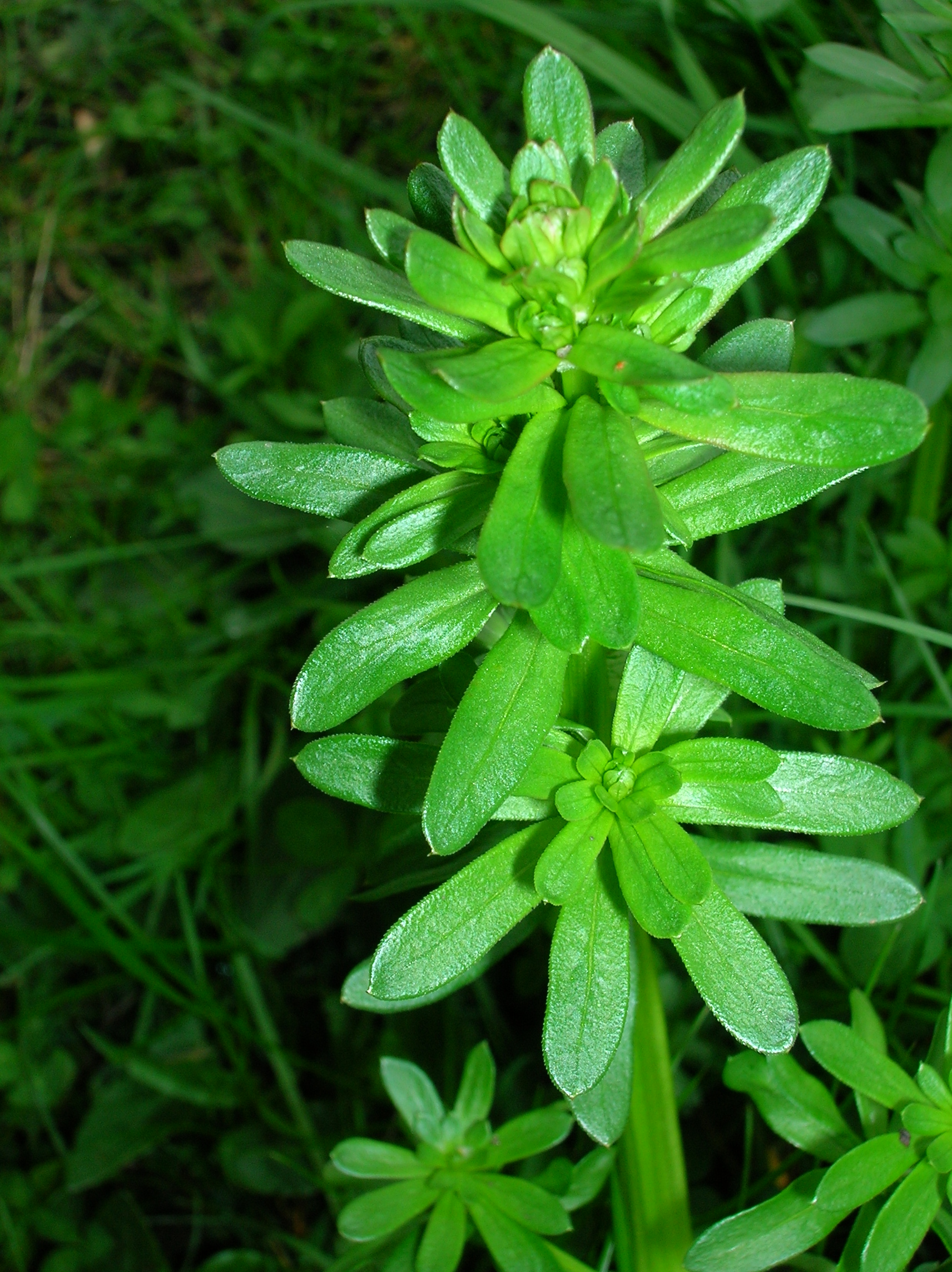
Liście
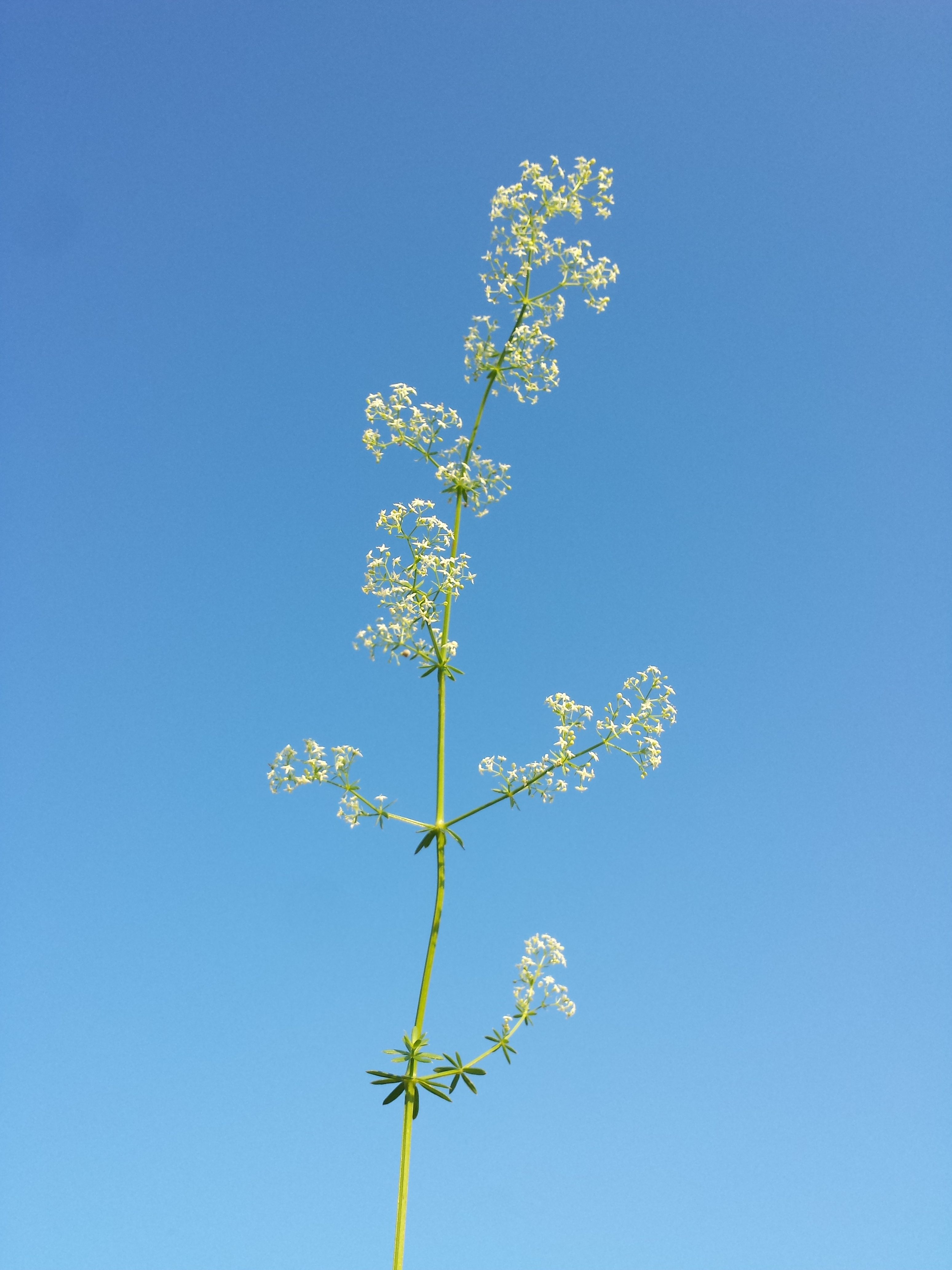
Podługowaty kwiatostan
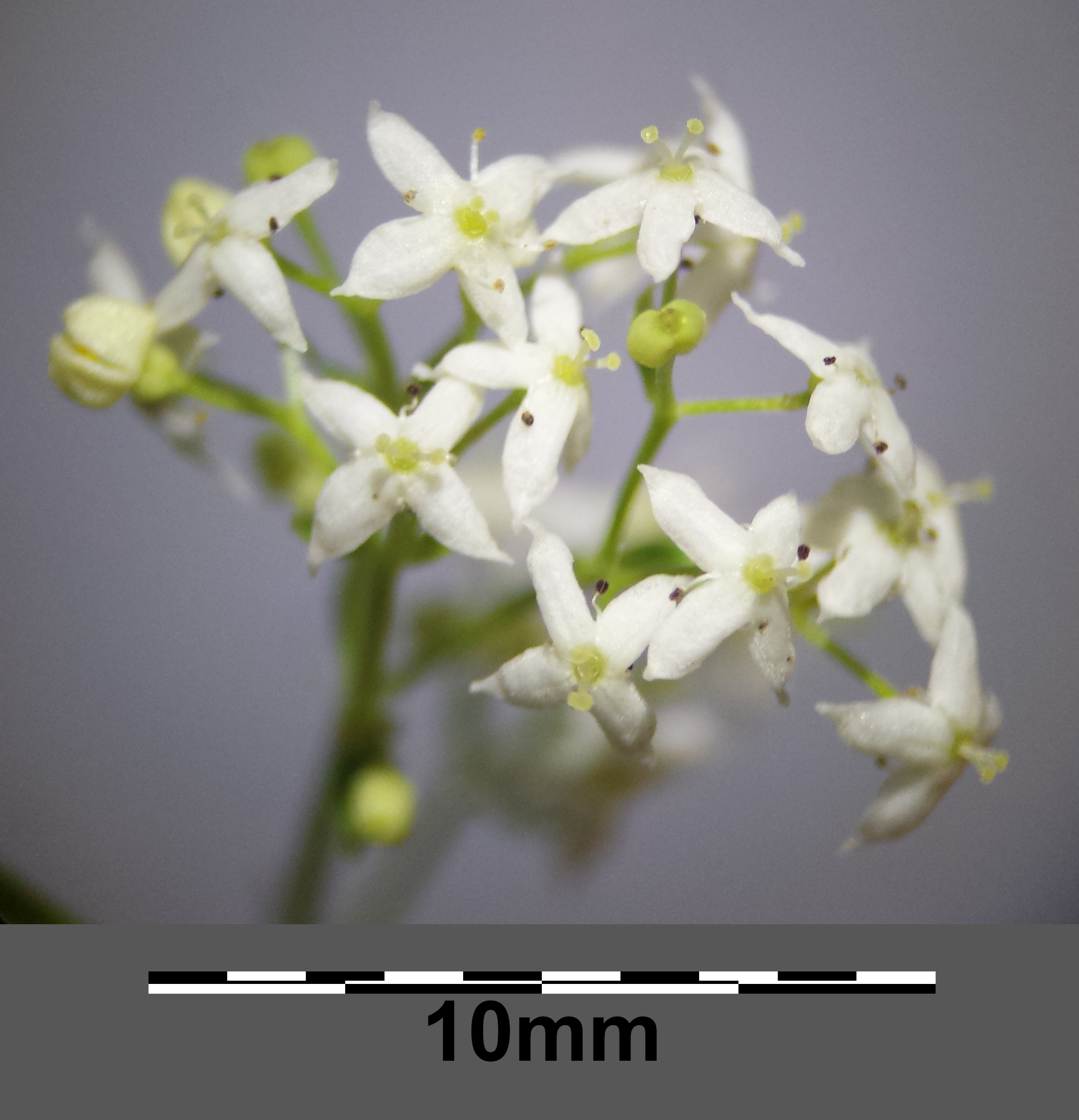
Fragment kwiatostanu
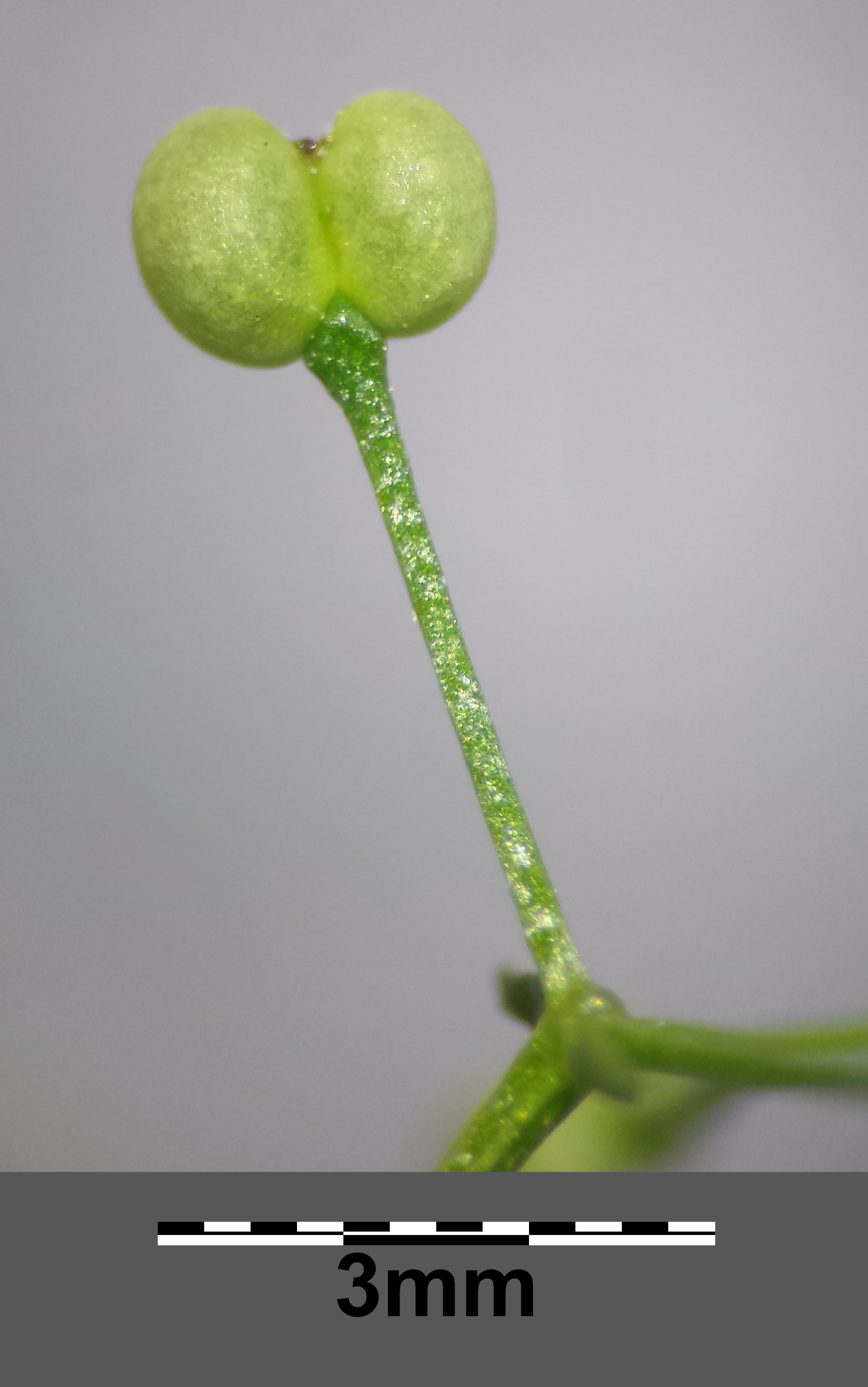
Owoc

## Biologia i ekologia
Bylina, hemikryptofit. Kwitnie od czerwca do września. Rośnie na łąkach i murawach, w widnych zaroślach i na skrajach lasów, wzdłuż przydroży. 
W fitosocjologii uznana jest za gatunek charakterystyczny dla Kl. Festuco-Brometea.

## Systematyka i taksonomia

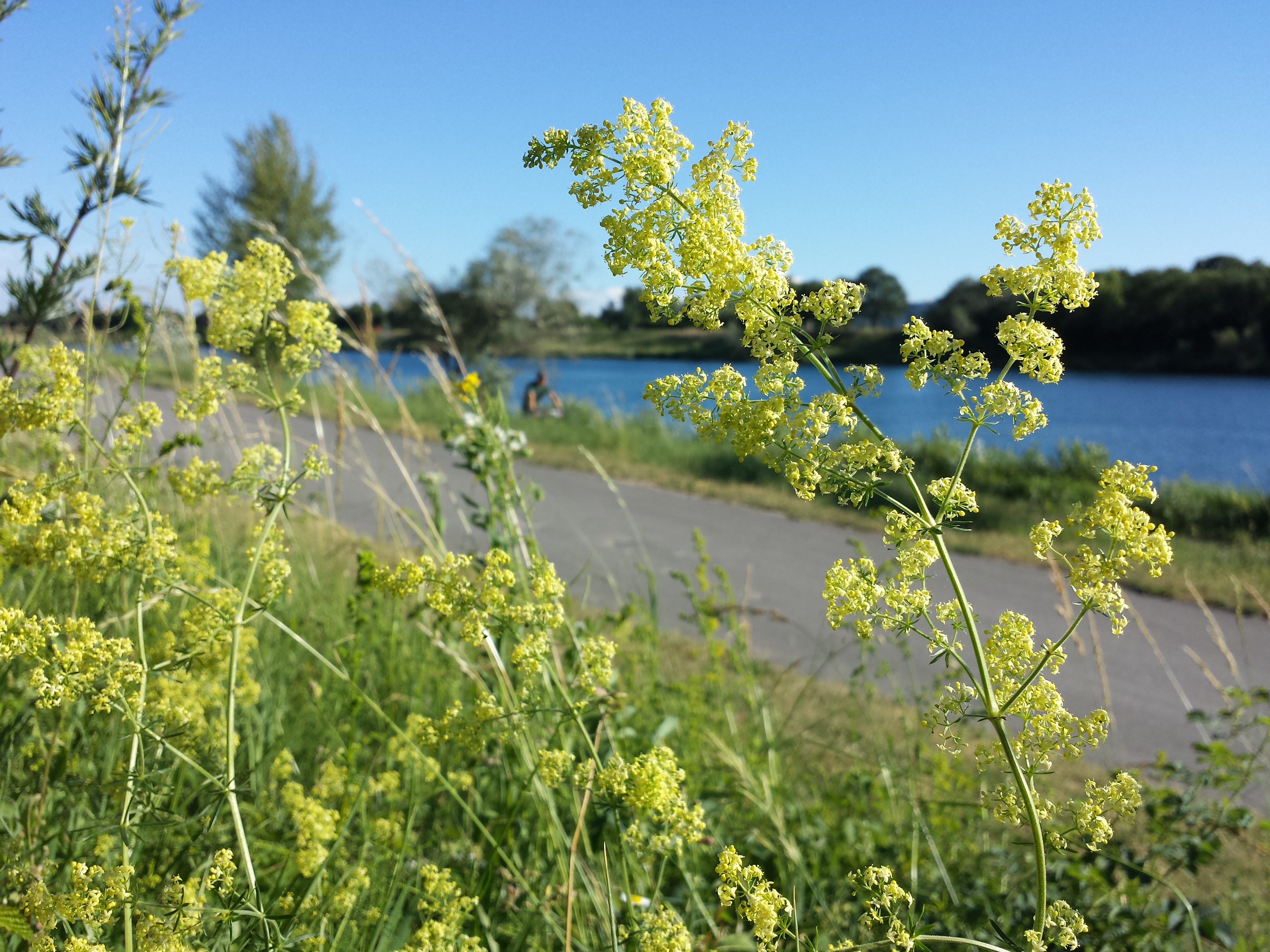
Mieszaniec Galium ×pomeranicum

Gatunek należy do rodzaju przytulia Galium, a w jego obrębie do serii Leiogalium, w której tworzy tzw. grupę Galium mollugo (opisywaną też jako G. mollugo sensu lato) razem z: G. mollugo, G. heldreichii, G. lovcense (dwa ostatnie występują tylko w Europie południowo-wschodniej i Azji Mniejszej).
Gatunek jest bardzo zmienny, zwłaszcza w Europie południowo-wschodniej. Na Ukrainie wyróżniono w jego obrębie szereg podtaksonów. Uznawanych jest pięć podgatunków:
- Galium album subsp. album – roślina o pędach do 150 cm długości, zwykle nagich, pokładających się lub wzniesionych, płonne odgałęzienia boczne bywają długie, liście do 30 mm długości, kwiatostan od szeroko jajowatego do wąskiego i podługowatego, korony kwiatów białawe[9],
- Galium album subsp. amani Ehrend. & Schönb.-Tem.
- Galium album subsp. prusense (K.Koch) Ehrend. & Krendl – roślina do 80 cm długości, prosto wzniesiona z krótkimi płonnymi odgałęzieniami, liście do 25 mm długości, kwiatostan wąski, podługowaty, korony kwiatów żółtawe[6][9],
- Galium album subsp. pycnotrichum (Heinr.Braun) Krendl – rośliny tęgie, do 150 cm długości, zwykle wzniesione i owłosione, z krótkimi płonnymi odgałęzieniami, liście do 40 mm długości, kwiatostany szerokojajowate, korony kwiatów białawe[6][9],
- Galium album subsp. suberectum (Klokov) Michalk.

Przytulia biała tworzy mieszańce z przytulią właściwą G. verum (dość często spotykany mieszaniec – G. × pomeranicum Retz) i przytulią leśną G. sylvaticum.
Homonim Galium album Garsault jest synonimem nazwy naukowej przytulii pospolitej typowej Galium mollugo subsp. mollugo